# Leon Pišek
Leon Pišek, slovenski slikar, * 24. julij 1972, Ptuj.
Leon Pišek je slikar samouk. Zaposlen je v Scenskem ateljeju SNG Maribor, živi in ustvarja v Cirkovcah.